# Hải quân Hoàng gia Brunei
Hải quân Hoàng gia Brunei là một lực lượng hải quân thuộc Quân đội Brunei. Đây là một lực lượng nhỏ nhưng trang bị tương đối đầy đủ, có trách nhiệm chính là tiến hành các nhiệm vụ tìm kiếm cứu nạn và tuần tra và bảo vệ vùng biển Brunei, chống lại cuộc tấn công của các lực lượng trên biển.

## Lịch sử
Hải quân Hoàng gia Brunei được thành lập ngày 14 tháng 6 năm 1965. Năm 1977, Hải quân Brunei nhận được những chiến hạm đầu tiên - tàu cao tốc tên lửa lớp Waspada của Singapore. Tàu dài 37 m, nặng 206 tấn và di chuyển với tốc độ 32 hải lý (59 km/h), mỗi tàu có 4 sĩ quan và 20 thủy thủ được trang bị tên lửa chống hạm Exocet 38.
Năm 2011, Hải quân Hoàng gia Brunei đã nhận 3 tàu tuần tra cỡ lớn lớp Darussalam dài 80 m và dự kiến chúng sẽ được dùng để thay thế cho các tàu lớp Waspada.
Trước đó, Brunei đã từng đặt Công ty BAE Systems của Anh 3 tàu hộ tống nhỏ lớp Nakhoda Ragam. Nhưng cuối cùng họ lại hủy bỏ hợp đồng với lý do "không đạt được các tiêu chí kỹ thuật". Cuối cùng, Brunei phải bồi thường cho BAE tại tòa án Quốc tế 1,71 tỉ USD tháng 6 năm 2006.
Tàu hộ vệ lớp Nakhoda Ragam có chiều dài 95 m. Sử dụng hệ thống tên lửa đối hạm MBDA Exocet MM-40 Block II đời mới, radar chủ động, tầm bắn 70 km, tốc độ tên lửa cận âm (0,9 Mach). Ngoài ra, tàu còn có hệ thống 16 ống tên lửa đất đối không MBDA Seawolf (sói biển) có tầm bắn 6 km, trần bay 3000 m và tốc độ siêu âm 2,5 Mach. Hệ thống điện tử Thales Sensor Cutlass 242, radar gây nhiễu Scorpion.... Đuôi tàu còn có một sân nhỏ rộng 285 m² làm chỗ để cho trực thăng S-70B Seahawk (phiên bản xuất khẩu của UH-60 Black Hawk).
Nakhoda Ragam được cho là loại tàu có sức mạnh tương đương với bất kỳ loại tàu nào của Malaysia, nó sẽ giúp Brunei có lợi thế cân bằng hơn trên biển nhưng nó lại cần tới gần 600 thủy thủ để hoạt động trong khi quy mô của Hải quân Hoàng gia Brunei chỉ có khoảng hơn 1000 người. Thứ hai nữa là Nakhoda Ragam sẽ trở thành một yếu tố khiêu khích, dễ kích động chiến tranh.
Cuối cùng, Brunei vẫn quyết định mua các tàu lớp Nakhoda Ragam nhằm bảo vệ các quyền lợi của mình trên biển và vùng bờ biển chỉ dài vỏn vẹn có "hơn 100km" trước các tranh chấp với Malaysia, Indonesia và các nước khác tại quần đảo Trường Sa.

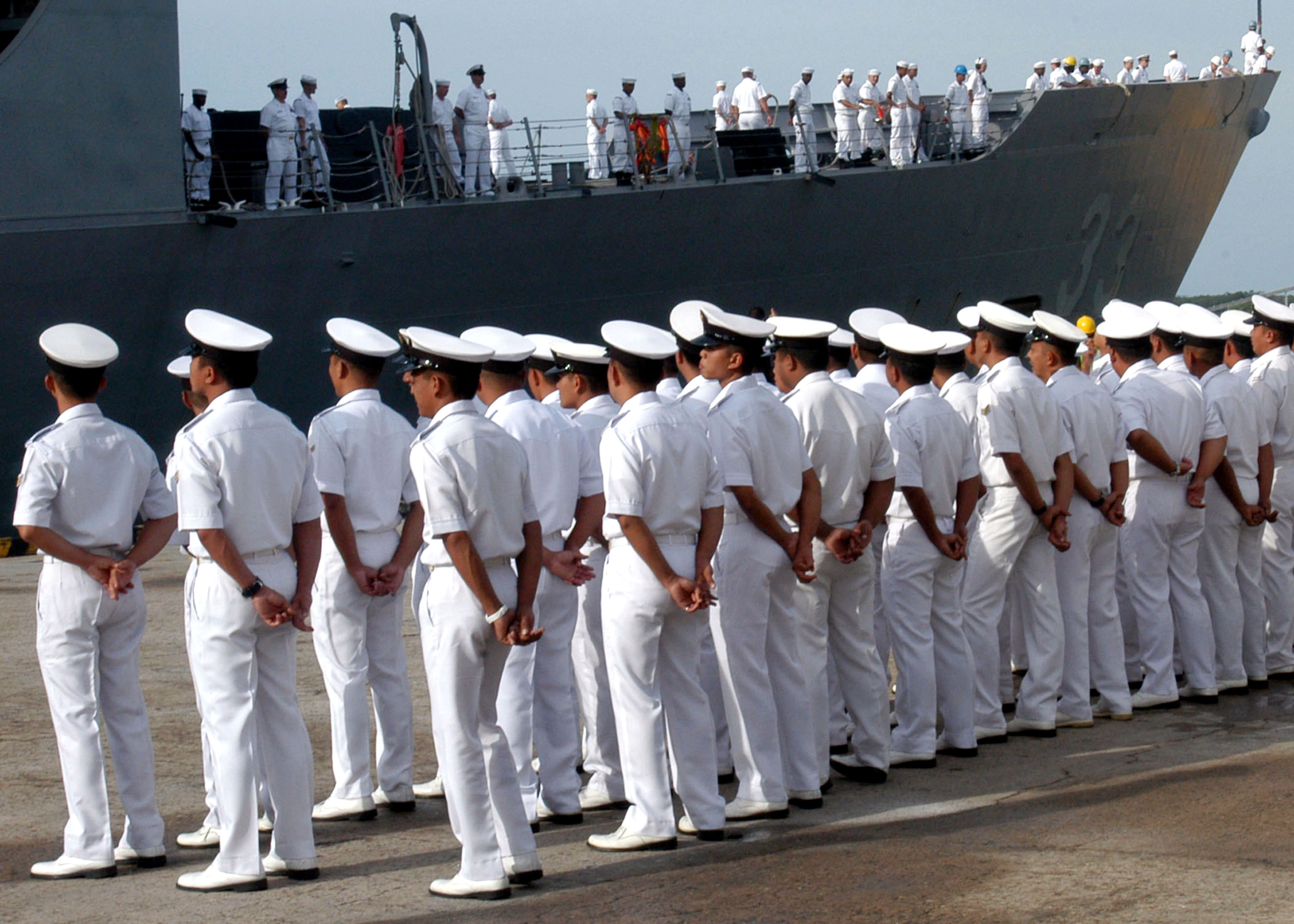
Hải quân Hoàng gia Brunei

## Vai trò và Tổ chức
Vai trò của Hải quân Hoàng gia Brunei là:
Răn đe chống lại cuộc tấn công của các lực lượng gắn biển sinh
Bảo vệ tài nguyên ngoài khơi quốc gia
Duy trì dòng Biển Truyền thông (SLOC)
Giám sát của 200 nm EEZ
Hàng hải và Cấp Cứu hoạt động
Hỗ trợ các đơn vị thuộc RBAF hoạt động hoạt động
Cung cấp hỗ trợ cho các cơ quan an ninh khác và các Bộ, theo lệnh của Bộ Quốc phòng Brunei.
Hoàng gia Brunei Hải quân được chia thành bốn thành phần chính như sau:
- Hạm đội
- Quản lý
- Đào tạo
- Hậu cần

## Hạm đội hiện tại
Danh sách trang bị hiện nay của Hải quân Brunei là:
54 tàu chiến, bao gồm:
- 3 Tàu tuần tra ven biển lớp Darussalam Tập tin:Lớp Darussalam.jpgTàu tuần tra ven biển lớp Darussalam

Tàu tuần tra ven biển lớp Darussalam

- 3 tàu hộ tống F2000
- 3 tàu tuần tra lớp Waspada
- 3 tàu tuần tra lớp Perwira
- 2 tàu đổ bộ Warfare Craft
- 17 tàu tuần tra nhỏ
- 1 tàu hỗ trợ
- 23 tàu tuần tra của cảnh sát biển